# Ecopark Oeste
O Ecopark Oeste é uma área de conservação ambiental e lazer do município paranaense de Cascavel.
Com 203.173,3 m², está localizado entre a rua Públio Pimentel e a Avenida das Torres, no Bairro Santa Cruz, ao longo do Córrego Bezerra.

## Características
O Ecopark Oeste visa a preservação do Córrego Bezerra, que banha a região, por meio da recuperação do curso d'água e da mata ciliar. O parque beneficia uma população de aproximadamente setenta mil pessoas que moram nas adjacências.
O espaço  conta com um arborização, pista de caminhada, área para passeio com animais de estimação, denominada "parcão", ciclovia, paraciclos, horta-escola, lago, brinquedos, estacionamento, pontes e academias ao ar-livre.